# 109 Virginis
109 Virginis, som är stjärnans Flamsteed-beteckning, är en ensam stjärna i den norra delen av stjärnbilden Jungfrun. Den har en genomsnittlig skenbar magnitud på ca 3,72 och är synlig för blotta ögat där ljusföroreningar ej förekommer. Baserat på parallaxmätning inom Hipparcosuppdraget på ca 24,3 mas, beräknas den befinna sig på ett avstånd på ca 135 ljusår (ca 41 parsek) från solen. Den rör sig närmare solen med en heliocentrisk radialhastighet på ca -6 km/s.

## Egenskaper
109 Virginis är en vit till blå stjärna i huvudserien av spektralklass A0 V och är en misstänkt kemiskt speciell stjärna. Abt och Morrell (1995) gav den emellertid spektralklass A0 IIInn, vilket står för en jättestjärna med "diffusa" linjer i spektrumet. Den har en massa som är ca 2,6 solmassor, en radie som är ca 2,7 solradier och utsänder ca 63 gånger mera energi än solen från dess fotosfär vid en effektiv temperatur på ca 9 700 K.
109 Virginis är en misstänkt variabel, som varierar mellan visuell magnitud +3,70 och 3,75 utan någon fastställd periodicitet. Den har snabb rotation med en projicerad rotationshastighet på 285 km/s, vilket ger stjärnan en något tillplattad form med en ekvatorialradie som uppskattas vara 31 procent större än den polära radien.